# Петър Христов (резбар)
Вижте пояснителната страница за други личности с името Петър Христов.
Петър Христов е български строител и резбар от Българското възраждане, представител на Дебърската художествена школа.

## Биография
Роден е в дебърското мияшко село Лазарополе. В 1893 година Петър Христов заедно с лазопрополците Атанас и Манол построява църквата „Света Троица“ в Мездрея. Той изрязва иконостаса и кръста с разпятието, докато тайфата на Мирон Илиев изработва стенописите.